# 其香错
其香错（藏語：ཁྱེ་བཤང་མཚོ，威利转写：khye bshang mtsho，THL：Khyéshang Tso，藏语拼音：Kyêbxang Co）位于中国西藏自治区那曲市双湖县境内，地处双湖县南部，唐古拉山脉南麓，湖面海拔4610米，面积149平方公里。湖水主要靠冰雪融水径流和泉水补给。